# James Whitney Dunn
Pour les articles homonymes, voir Jim Dunn (homonymie).
James Whitney Dunn dit Jim Dunn est un homme politique américain né le 21 juillet 1943. Membre du Parti républicain, il est élu du Michigan à la Chambre des représentants des États-Unis de 1981 à 1983.

## Biographie
Diplômé de l'université d'État du Michigan en 1967, Jim Dunn devient président d'une entreprise de construction Dunn & Fairmont, builder and developer.
Il est élu à la Chambre des représentants des États-Unis en 1980. Profitant de l'élection de Ronald Reagan, il bat le démocrate sortant Bob Carr de 2 700 voix. Carr prend sa revanche deux ans plus, dans une circonscription redécoupée.
Dunn se présente aux élections sénatoriales de 1984. À l'issue d'une campagne particulièrement négative, il est battu par l'ancien astronaute Jack Lousma qui remporte la nomination républicaine (38 % des voix contre 62 %).
À nouveau devancé par Carr en 1986, Dunn candidate au Sénat en 1988. Il est largement battu par le démocrate Donald W. Riegle Jr. (en).